# 앙셀름 파얜
앙셀름 파얜(영어: Anselme Payen, 1795년 1월 6일 – 1871년 5월 12일)은 효소인 다이아스테이스와 탄수화물인 셀룰로스를 발견한 것으로 알려진 프랑스의 화학자이다.

## 같이 보기
- 다이아스테이스
- 셀룰로스